# Elisabeth Schüssler Fiorenza
Elisabeth Schüssler Fiorenza,  född 17 april 1938 i Cenad, Banatet, är en tysk-amerikansk teolog. 
Schüssler Fiorenza blev professor i Nya Testamentets exegetik vid Harvard Divinity School 1987. Hon har riktat sig mot den androcentrism präglar den kristna trostolkningen redan i Nya Testamentet och strävat efter att skapa en ny feministisk teologi. Av hennes skrifter kan nämnas In Memory of Her (1985; "Hon får inte glömmas"), Jesus and the Politics of Interpretation (2001) och The Power of the Word: Scripture and the Rhetoric of Empire (2007).